# Каломель
Каломель — пластичний мінерал, дихлорид димеркурію ланцюжкової будови, що містить 84,98 % ртуті.

## Етимологія та історія
Перша згадка про Каломель була вже в записах 1608 р. Бегена і 1609 р. Освальда Кролла. Мінерал був відомий древнім тибетцям. Проте науково описаний лише в 1612 році Теодором де Майерном († 1655), який назвав мінерал «красивий чорний». Назва складається зі стародавніх грецьких слів καλός — «красивий» і μέλας — «чорний», тому що він стає чорним у реакції з аміаком.

## Загальний опис

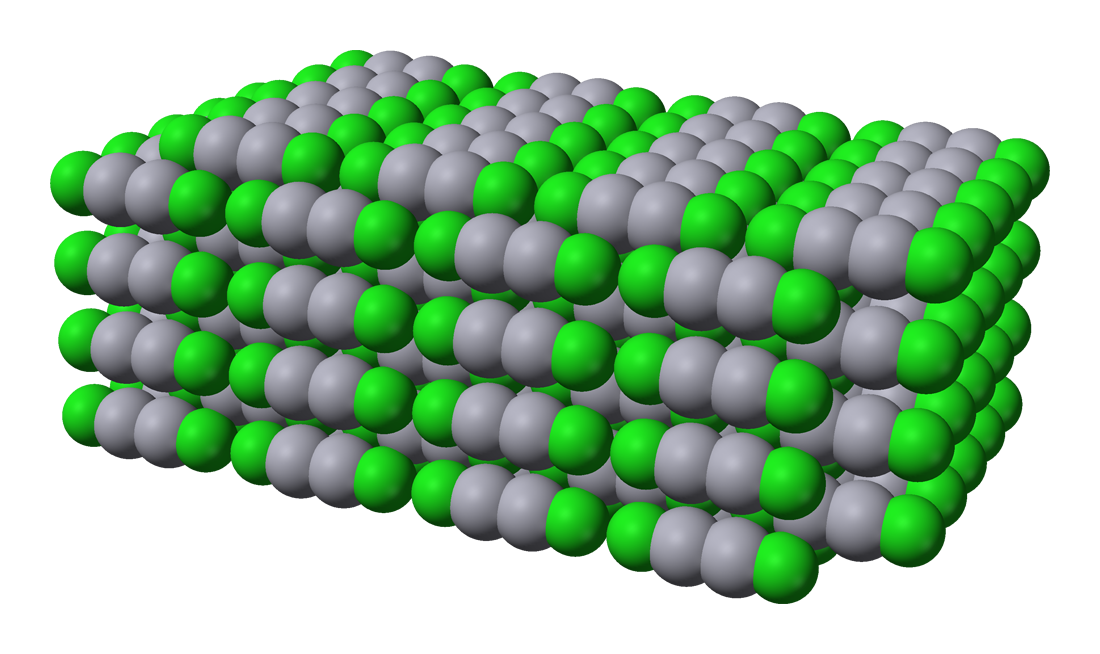
Структура мінералу

Хімічна формула Hg2Cl2. Каломель кристалізується в тетрагональній кристалічній системі та утворює або дрібні, прозорі або напівпрозорі, плоскі кристали з призматично-таблчастою кристалічною формою та алмазним блиском, або кіркоподібні чи землисті мінеральні агрегати.
Чистий каломель безбарвний. Однак, через домішки, які не входять до складу формули, він може бути білого, білувато-жовтого до сіро-жовтого або коричневого кольору, який поступово темніє при тривалому контакті з повітрям та під впливом світла. Оптична дисперсія каломелі порівнянна з оптичною дисперсією алмазу, а двопроменезаломлення значно перевищує кальцит, який відомий саме цією властивістю.
Каломель відносно нечутливий до хлоридної та нітратної кислот, але розчинний у царській горілці. При обробці розчином соди, розчином аміаку або іншими лужними розчинами випадає в осад металева ртуть.
При нагріванні до 400°C мінерал безпосередньо переходить з твердого стану в газоподібний.
Каломель утворюється як вторинний мінерал внаслідок вивітрювання первинних ртутних мінералів. Зокрема, при зміні кіноварі, ртутного срібла, амальгами, ртутної бляклої руди, селенового метацинабариту й інших мінералів, які містять ртуть, а також нагріванням суміші хлорної ртуті з металічною ртуттю. 
Асоціація: ртуть, амальгама, кіновар, ртутний тетраедрит, еглестоніт, терлінгваїт, монтроїдит, клейніт, мошеліт, кадиреліт, кузьмініт, чурсиніт, келяніт, кальцит, лімоніт, глинисті мінерали.

## Поширення
Станом на 2011 рік відомо близько 80 локацій знаходження каломелі. Окрім типового місцезнаходження Мошельландсберг, мінерал також зустрічався в Німеччині в родовищі «Даймбахер Хоф» поблизу Мерсфельда, на горі Поцберг, у шахті «Фрішер Мут» поблизу Штальберга та в шахті «Крістіансглюк» на горі Кенігсберзі поблизу Вольфштайна в Рейнланд-Пфальці.
Серед інших місць розташування родовищ — «Шахта Чатсворт» поблизу Грассінгтона в Англії, «Шахта Ла Койпа» поблизу Дієго-де-Альмагро в Чилі, «Шахта Гуйлайчжуан» поблизу Піньї в Китаї, департамент Еро у Франції, Сан-Квіріко в регіоні Парма та «Шахта Левільяні» поблизу Стацзема в Італії, «Шахта Айноура» в японській префектурі Нагасакі, у кількох місцях в Алайських горах у Киргизькій області Ош, у деяких регіонах Мексики; у Східному Сибіру, на Камчатці на Далекому Сході Росії, на шахті «Авала» в Сербії, у кількох місцях в регіоні навколо Кошиць у Словаччині, поблизу Альмерії та Альмадена в Іспанії, Нережина в Чеській Богемії та в кількох регіонах Сполучених Штатів Америки (США).

## Застосування
Використовують у медицині переважно як проносний і дезінфікувальний засіб. Хлориста ртуть(І) є проносним, а також сечо- й жовчогінним засобом.
У техніці йде на виготовлення фарб із золотом для порцеляни та для бенгальських вогнів.